# Bearman-Gletscher
Der Bearman-Gletscher ist ein Gletscher auf der Thurston-Insel vor der Küste des westantarktischen Ellsworthlands. Sein Kopfende befindet sich östlich des Mount Howell im Zentrum der Insel. Er fließt in südlicher Richtung zur Schwartz Cove an der Südküste der Insel.
Das Advisory Committee on Antarctic Names benannte ihn nach Leutnant Forrest O. Bearman (1926–2009), Fotograf der Ostgruppe der United States Navy bei der Operation Highjump (1946–1947) und dabei beteiligt an der Erstellung von Luftaufnahmen des Gletschers und der umliegenden Küstenregion.